# Starfish Prime

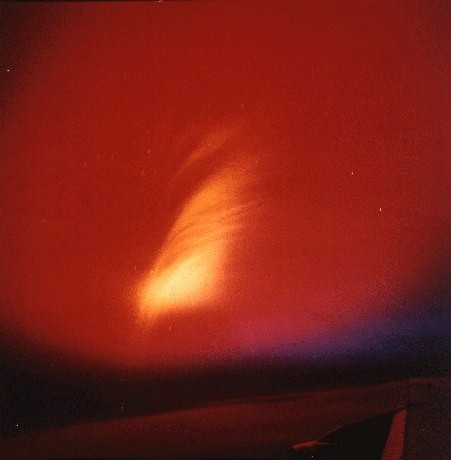
La bola de foc de l'explosió estirant al llarg del camp magnètic de la Terra amb una brillant aurora, vist 3 minuts després de l'explosió des un avió de reconeixement KC-135.

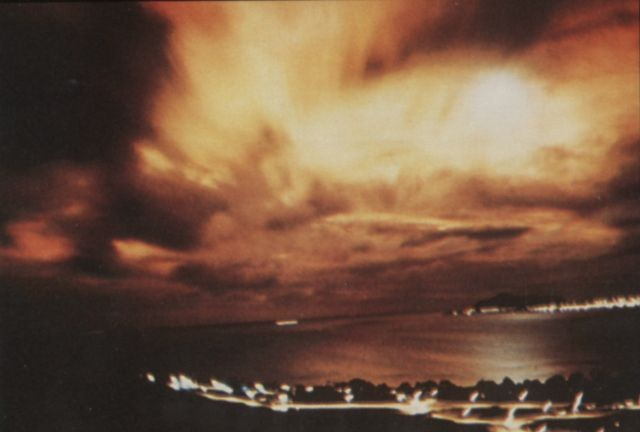
El flaix creat per l'explosió, vist a través de l'espessa coberta de núvols de Honolulu, a 1.300 quilòmetres de distància.

Starfish Prime va ser una prova nuclear realitzada pels Estats Units el 9 de juliol de 1962, mitjançant la Defense Atomic Support Agency (DASA) i l'Atomic Energy Commission (Comissió d'energia atòmica, o AEC). La bomba va ser llançada mitjançant d'un coet fabricat en el Laboratori Nacional Los Alamos. L'explosió d'aquesta prova atòmica va ser a 400 km sobre l'Atol Johnston en l'oceà Pacífic. Aquesta prova nuclear és una de les cinc proves fetes a l'espai exterior pels Estats Units segons la FIA en l'Operació Fishbowl.